# Vlaamse Industrieprijs Bosduin
De Vlaamse Industrieprijs Bosduin is een voormalige veldrit georganiseerd in de Belgische gemeente Kalmthout.

## Erelijst

### Mannen elite
| Datum      | Klassement  | Cat. | Winnaar             | Tweede              | Derde               |
| ---------- | ----------- | ---- | ------------------- | ------------------- | ------------------- |
| 15/12/2013 | Losse cross | C1   | Kevin Pauwels       | Lars van der Haar   | Klaas Vantornout    |
| 30/09/2012 | Losse cross | C1   | Sven Nys            | Niels Albert        | Tom Meeusen         |
| 02/10/2011 | Losse cross | C1   | Niels Albert        | Bart Wellens        | Tom Meeusen         |
| 19/12/2010 | Wereldbeker | CDM  | Tom Meeusen         | Sven Nys            | Kevin Pauwels       |
| 20/12/2009 | Wereldbeker | CDM  | Sven Nys            | Zdeněk Štybar       | Niels Albert        |
| 10/10/2008 | Wereldbeker | CDM  | Sven Nys            | Niels Albert        | Kevin Pauwels       |
| 21/10/2007 | Wereldbeker | CDM  | Zdeněk Štybar       | Sven Nys            | Francis Mourey      |
| 22/10/2006 | Wereldbeker | CDM  | Sven Nys            | Francis Mourey      | Erwin Vervecken     |
| 23/10/2005 | Wereldbeker | CDM  | Sven Nys            | Bart Wellens        | Petr Dlask          |
| 12/12/2004 | Losse cross | C1   | Sven Nys            | Erwin Vervecken     | Ben Berden          |
| 14/12/2003 | GvA Trofee  | C1   | Bart Wellens        | Tom Vannoppen       | Maxime Lefebvre     |
| 22/12/2002 | Wereldbeker | CDM  | Richard Groenendaal | Mario De Clercq     | Ben Berden          |
| 09/12/2001 | GvA Trofee  | C1   | Bart Wellens        | Erwin Vervecken     | Richard Groenendaal |
| 10/12/2000 | GvA Trofee  | C1   | Sven Nys            | Richard Groenendaal | Tom Vannoppen       |
| 19/12/1999 | Wereldbeker | CDM  | Bart Wellens        | Sven Nys            | Adrie van der Poel  |
| 28/11/1998 | GvA Trofee  | C1   | Bart Wellens        | Richard Groenendaal | Adrie van der Poel  |
| 29/11/1997 | GvA Trofee  | C1   | Richard Groenendaal | Sven Nys            | Marc Janssens       |
| 30/11/1996 | GvA Trofee  | C1   | Adrie van der Poel  | Richard Groenendaal | Peter Van Santvliet |
| 16/12/1995 | GvA Trofee  | C1   | Peter Willemsens    | David Willemsens    | Arne Daelmans       |
| 17/12/1994 | GvA Trofee  | C1   | Paul Herygers       | Peter Willemsens    | Adrie van der Poel  |
| 18/12/1993 | GvA Trofee  | C2   | Danny De Bie        | Paul Herygers       | Adrie van der Poel  |
| 19/12/1992 | GvA Trofee  | ?    | Paul Herygers       | Danny De Bie        | Geert De Vlaeminck  |
| 21/12/1991 | GvA Trofee  | ?    | Danny De Bie        | Pascal Van Riet     | Dirk Pauwels        |

### Vrouwen elite
| Datum      | Klassement  | Cat. | Winnaar              | Tweede                 | Derde                    |
| ---------- | ----------- | ---- | -------------------- | ---------------------- | ------------------------ |
| 15/12/2013 | Losse cross | C1   | Sanne Cant           | Pauline Ferrand-Prévot | Ellen Van Loy            |
| 30/09/2012 | Losse cross | C1   | Sanne Cant           | Nikki Brammeier        | Arenda Grimberg          |
| 02/10/2011 | Losse cross | C1   | Sanne van Paassen    | Daphny van den Brand   | Pavla Havlíková          |
| 19/12/2010 | Wereldbeker | CDM  | Katherine Compton    | Marianne Vos           | Kateřina Nash            |
| 20/12/2009 | Wereldbeker | CDM  | Daphny van den Brand | Marianne Vos           | Katherine Compton        |
| 10/10/2008 | Wereldbeker | CDM  | Daphny van den Brand | Hanka Kupfernagel      | Pavla Havlíková          |
| 21/10/2007 | Wereldbeker | CDM  | Daphny van den Brand | Katherine Compton      | Christel Ferrier-Bruneau |
| 22/10/2006 | Wereldbeker | CDM  | Hanka Kupfernagel    | Marianne Vos           | Helen Wyman              |
| 23/10/2005 | Wereldbeker | CDM  | Daphny van den Brand | Marianne Vos           | Hanka Kupfernagel        |
| 12/12/2004 | Losse cross | C1   | Daphny van den Brand | Hanka Kupfernagel      | Marianne Vos             |
| 14/12/2003 | GvA Trofee  | C1   | Daphny van den Brand | Reza Hormes            | Anja Nobus               |
| 22/12/2002 | Wereldbeker | CDM  | Daphny van den Brand | Laurence Leboucher     | Marianne Vos             |
| 09/12/2001 | GvA Trofee  | C1   | Daphny van den Brand | Corine Dorland         | Reza Hormes              |